# اضطراب ریاضیات
اضطراب ریاضی (به انگلیسی: Mathematical anxiety) یا ریاضی‌ترسی (به انگلیسی: Mathemaphobia) به ترس فرد از توانایی خود در مواجه با حل مسائل ریاضی گفته می‌شود. این اصطلاح نخستین‌بار پس از مشاهده تقلای دانشجویانش ابداع شد و در توصیف آن گفتند که «یک بیماری است که مرگبار بودنش را پیش از تشخیص وجودش اثبات می‌کند». متخصصان دیگر در تعریف آن گفته‌اند که «ترس، درماندگی، عجز، و آشفتگی ذهنی است که هنگامیکه از افراد خواسته می‌شود که یک مسئله ریاضی را حل کنند در برخی از آنها دیده می‌شود».
افراد دارای ترس ریاضی تمایل دارند که از ریاضی دوری کنند. اما به این دلیل که ریاضیات بر مبنای خودش ساخته می‌شود، پرهیز از آن یادگیری را سخت‌تر می‌کند. اگر یک مفهوم ریاضی را نفهمید، آموختن مفهوم بعدی سخت‌تر می‌شود.

## گروه‌های سنی
پژوهش‌ها در ایالات متحده آمریکا نشان داده‌اند که ۹۳ درصد بزرگسالان به نوعی ترس از ریاضیات را گزارش کرده‌اند. این ترس محدود به بزرگسالان نمی‌شود و بر پایه برنامه جهانی ارزیابی دانش‌آموزان ۳۱ درصد از نوجوانان ۱۵ و ۱۶ ساله در کشورهای گوناگون می‌گویند که در هنگام حل مسائل ریاضی بسیار عصبی می‌شوند. ۳۳ درصد نیز گزارش کرده‌اند که هنگام انجام تکالیف ریاضی احساس تنش دارند و نزدیک به ۶۰ درصد گفته‌اند که نگرانند کلاس‌های ریاضی دشوار باشد.

## جنسیت
احتمال ترس از ریاضیات، بین دخترها بیشتر از پسرها است. بیشتر آموزگاران دوره دبستان که در بسیاری از کشورها زن هستند دچار ترس از ریاضیات هستند. از آنجا که کودکان تمایل به همذات‌پنداری با بزرگسالان همجنس خود را دارند احتمال بروز ترس از ریاضیات از آموزگاران زن، در دخترها بیشتر است.

## درمان

### پیش از آزمون
انجام یک تمرین کوتاه نوشتاری پیش از آزمون ریاضی، برای بیان احساسات دربارهٔ ترس، باعث بهبود عملکرد در آزمون می‌شود. احتمالاً به این علت که کمک می‌کند که افراد، عواطف خود را بهتر بشناسند و سامان‌دهی کنند و کارکرد حافظه فعال آنها بهتر شود.

### کودکان و خانواده
انجام بازی‌های ریاضی با کودکان می‌تواند در پرورش استعداد ریاضی آنان و رفع ترس از ریاضیات مؤثر باشد و بازدهی کودکان را در یادگیری ریاضی در مدرسه افزایش دهد. البته، سود این بازی‌ها دوسویه است. زیرا به والدین نیز اعتماد به نفس بیشتری دربارهٔ تواناهایی ریاضی آنها می‌دهد.

### کلاس آموزشی
برخی نهادهای آموزشی تلاش می‌کنند با بررسی ریشه ترس از ریاضی و راه‌های مقابله با آن به دانشجویان کمک کنند. برای نمونه کالج مونتگومری در مریلند آمریکا بر روی ذهنیت افراد تمرکز می‌کند.